# Indukcja matematyczna
Indukcja matematyczna – metoda:
- dowodzenia twierdzeń o prawdziwości nieskończonej liczby zdań (tez);
- definiowania rekurencyjnego, zob. osobna sekcja.

W najbardziej typowych przypadkach dotyczą one liczb naturalnych, choć metodę indukcji stosuje się też do innych zbiorów dobrze uporządkowanych – ten typ indukcji matematycznej jest znany jako indukcja pozaskończona. Dowody indukcyjne to wbrew nazwie rozumowania nie indukcyjne, lecz dedukcyjne, podobnie jak cała matematyka.
Indukcję wykorzystuje się w dowodach między innymi tożsamości, nierówności oraz innych twierdzeń jak reguła znaków Kartezjusza. Najstarsza znana argumentacja tego typu dotyczy sumy początkowych liczb nieparzystych; podał go Francesco Maurolico w pracy Arithmeticorum libri duo (Dwie księgi o arytmetyce) z 1575 roku.

## Wprowadzenie

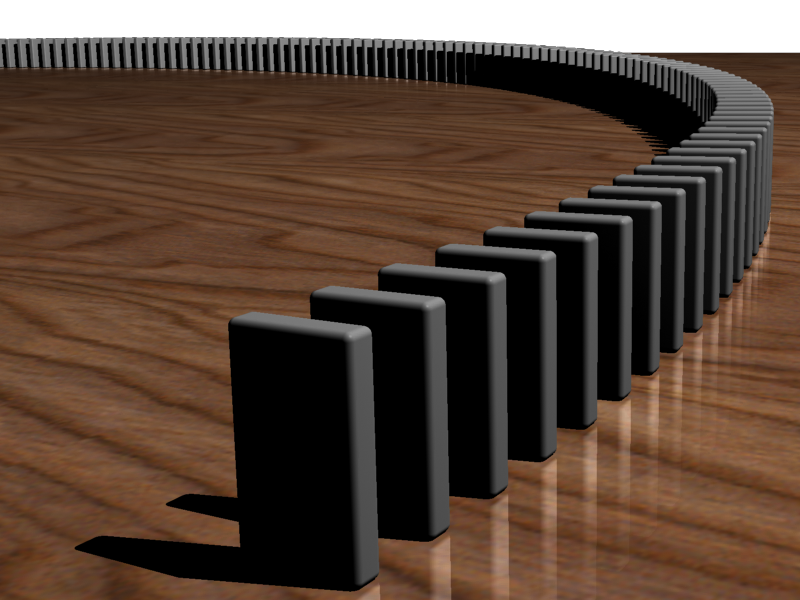
Efekt domina

Jak dowieść prawdziwości poniższych stwierdzeń?
{\displaystyle {\begin{aligned}2^{n}\geqslant n&\quad \mathrm {dla\ wszystkich} \ n\in \mathbb {N} ,\\1+2+\ldots +n={\tfrac {n(n+1)}{2}}&\quad \mathrm {dla\ wszystkich} \ n\in \mathbb {N} ,\\n^{n+1}\geqslant (n+1)^{n}&\quad \mathrm {dla\ wszystkich} \ n\in \mathbb {N} \ \mathrm {poza} \ n=1,2.\end{aligned}}}
Każde z nich zawiera zmienną {\displaystyle n} przebiegającą zbiór nieskończony {\displaystyle \mathbb {N} .} Każde z tych stwierdzeń jest w istocie zbiorem nieskończenie wielu stwierdzeń. Można zbadać skończoną ich liczbę, gdzie {\displaystyle n} przyjmuje pewne konkretne wartości, przykładowo sprawdzić {\displaystyle 2^{n}\geqslant n} dla {\displaystyle n=1,2,3,\dots ,1\,000\,000,} ale nie jest to dowodem. Z drugiej strony nie sposób sprawdzić prawdziwości nieskończenie wielu stwierdzeń w skończonym czasie. Pozostaje więc uciec się do innych metod. Mając na celu dowodzenie stwierdzeń o wszystkich liczbach naturalnych wprowadza się aksjomat – jest to w istocie piąty z aksjomatów Giuseppe Peana (1858–1932) liczb naturalnych – tzw. aksjomat indukcji matematycznej (zob. szczegóły).
Często używaną ilustracją jest efekt domina: ustawiając szereg kamieni domina jeden za drugim można być pewnym przewrócenia wszystkich kamieni (nawet ich nieskończonej liczby), jeśli tylko przewrócono pierwszy kamień, a każdy kamień (z wyjątkiem ostatniego, o ile taki istnieje) przewraca kolejny.

## Indukcja niezupełna
Aksjomat indukcji matematycznej
Jeśli {\displaystyle S} jest podzbiorem {\displaystyle \mathbb {N} ,} który spełnia
- {\displaystyle 1\in S,}
- dla wszystkich {\displaystyle k\in \mathbb {N} ,} jeśli {\displaystyle k\in S,} to {\displaystyle k+1\in S,}

to {\displaystyle S} stanowi całość {\displaystyle \mathbb {N} ,} tzn. {\displaystyle S=\mathbb {N} .}
Aksjomat ten można wykorzystać do dowodzenia stwierdzeń postaci „{\displaystyle p_{n}} dla każdego {\displaystyle n\in \mathbb {N} }” jak następuje. Niech {\displaystyle S\subseteq \mathbb {N} } będzie zbiorem wszystkich liczb naturalnych, dla których {\displaystyle p_{n}} jest prawdziwe. W pierwszym kroku, tzw. bazie indukcji, sprawdza się, czy {\displaystyle 1\in S,} czyli prawdziwość {\displaystyle p_{1}.} Następnie zakłada się, że {\displaystyle k\in S,} czyli prawdziwość {\displaystyle p_{k},} i przy tym założeniu, nazywanym hipotezą indukcyjną, dowodzi się prawdziwości {\displaystyle p_{k+1}.} W ten sposób pokazuje się, że {\displaystyle k\in S} pociąga {\displaystyle k+1\in S.} Z aksjomatu indukcji matematycznej wynika {\displaystyle S=\mathbb {N} ,} a więc {\displaystyle p_{n}} jest prawdziwe dla wszystkich {\displaystyle n\in \mathbb {N} .}
Powyższy aksjomat można więc sformułować w postaci następującej procedury:
Zasada indukcji matematycznej
Niech {\displaystyle p_{n}} będzie stwierdzeniem zawierającym liczbę naturalną {\displaystyle n}. Można dowieść stwierdzenia
dla każdego {\displaystyle n\in \mathbb {N} } jest {\displaystyle p_{n},}
zapewniając, że
- {\displaystyle p_{1}} jest prawdziwe,
- dla wszystkich {\displaystyle k\in \mathbb {N} ,} jeśli {\displaystyle p_{k}} jest prawdziwe, to {\displaystyle p_{k+1}} jest prawdziwe.

Dowody korzystające z zasady indukcji matematycznej składają się z dwóch kroków. Pierwszym jest dowód prawdziwości {\displaystyle p_{1};} w praktyce jest to zwykle dość proste, ale nie wolno zaniedbywać tego kroku. W drugim kroku zakłada się prawdziwość {\displaystyle p_{k},} założenie to jest hipotezą indukcyjną, i pod tym założeniem dowodzi prawdziwości {\displaystyle p_{k+1}.} Dowód przez indukcję nie będzie pełny (ani poprawny), jeśli przeprowadzi się tylko pierwszy krok, a pominie drugi bądź wykona drugi z kroków, a opuści pierwszy. Kontrastując z opisanym dalej wariantem powyższą zasadę nazywa się też indukcją niezupełną.

## Przykłady
Suma początkowych liczb naturalnych

Należy dowieść
{\displaystyle 1+2+\ldots +n={\tfrac {n(n+1)}{2}}\quad \mathrm {dla\ wszystkich} \ n\in \mathbb {N} .}
W tym celu wykorzystana zostanie zasada indukcji matematycznej:
- {\displaystyle 1={\tfrac {1(1+1)}{2}},} a więc wzór jest prawdziwy dla {\displaystyle n=1.}
- Czyniąc założenie (hipotezę indukcyjną) {\displaystyle 1+2+\ldots +k={\tfrac {k(k+1)}{2}}} należy upewnić się, że {\displaystyle 1+2+\ldots +k+(k+1)={\tfrac {(k+1)((k+1)+1)}{2}}.}

Otóż
{\displaystyle {\begin{aligned}1+2+\ldots +k+(k+1)&={\tfrac {k(k+1)}{2}}+(k+1)\qquad \mathrm {(hipoteza\ ind{.})} \\&=({\tfrac {k}{2}}+1)(k+1)\\&={\tfrac {(k+1)(k+2)}{2}},\end{aligned}},}
a więc wzór jest prawdziwy dla {\displaystyle n=k+1,} o ile tylko jest prawdziwy dla {\displaystyle n=k.}
Na mocy zasady indukcji matematycznej
{\displaystyle 1+2+\ldots +n={\tfrac {n(n+1)}{2}}\quad \mathrm {dla\ wszystkich} \ n\in \mathbb {N} .}
Suma początkowych potęg dwójki

Należy dowieść
{\displaystyle 2^{1}+2^{2}+2^{3}+\ldots +2^{n}=2^{n+1}-2\quad \mathrm {dla\ wszystkich} \ n\in \mathbb {N} .}
- Jest {\displaystyle 2^{1}=2^{1+1}-2,} co dowodzi prawdziwości stwierdzenia dla {\displaystyle n=1.}
- Zakładając {\displaystyle 2+2^{2}+2^{3}+\ldots +2^{k}=2^{k+1}-2} należy dowieść {\displaystyle 2^{1}+2^{2}+2^{3}+\ldots +2^{k}+2^{k+1}=2^{(k+1)+1}-2.}

Ponieważ
{\displaystyle {\begin{aligned}2^{1}+2^{2}+2^{3}+\ldots +2^{k}+2^{k+1}&=(2^{k+1}-2)+2^{k+1}\qquad \mathrm {(hipoteza\ ind{.})} \\&=2(2^{k+1})-2\\&=2^{k+2}-2,\end{aligned}}}
to wzór jest prawdziwy dla {\displaystyle n=k+1,} jeśli tylko jest prawdziwy dla {\displaystyle n=k.}
Zatem
{\displaystyle 2^{1}+2^{2}+2^{3}+\ldots +2^{n}=2^{n+1}-2\quad \mathrm {dla\ wszystkich} \ n\in \mathbb {N} .}
Nierówność Bernoulliego

Niech {\displaystyle h\geqslant -1} będzie ustaloną liczbą rzeczywistą. Należy udowodnić, że {\displaystyle (1+h)^{n}\geqslant 1+nh} dla wszystkich {\displaystyle n\in \mathbb {N} .}
- Skoro {\displaystyle (1+h)^{1}\geqslant 1+1h,} to nierówność jest prawdziwa dla {\displaystyle n=1.}
- Przyjmując {\displaystyle (1+h)^{k}\geqslant 1+kh} wykazana zostanie {\displaystyle (1+h)^{k+1}\geqslant 1+(k+1)h.}

Zachodzi
{\displaystyle {\begin{aligned}(1+h)^{k+1}&=(1+h)^{k}(1+h)\\&\geqslant (1+kh)(1+h)\qquad \mathrm {(hip{.}\ ind{.}\ i\;} 1+h\geqslant 0\mathrm {)} \\&=1+h+kh+kh^{2}\\&\geqslant 1+h+kh+0\\&=1+(k+1)h,\end{aligned}}}
więc nierówność jest prawdziwa dla {\displaystyle n=k+1,} o ile jest prawdziwa dla {\displaystyle n=k.}
Stąd
{\displaystyle (1+h)^{n}\geqslant 1+nh\quad \mathrm {dla\ wszystkich} \ n\in \mathbb {N} \ \ (\mathrm {oraz} \ h\geqslant -1).}

## Indukcja zupełna
Czasami wygodnie jest użyć zasady indukcji w nieco innej postaci. Zakłada się w niej prawdziwość nie tylko {\displaystyle q_{k},} ale każdego ze zdań {\displaystyle q_{1},q_{2},\dots ,q_{k}} i wnosi o prawdziwości {\displaystyle q_{k+1}.} Zapewnia to o prawdziwości {\displaystyle q_{n}} dla wszystkich {\displaystyle n\in \mathbb {N} ,} o czym mówi poniższy
Lemat
Niech {\displaystyle q_{n}} będzie stwierdzeniem zawierającym liczbę naturalną {\displaystyle n}. Zakładając, że
- {\displaystyle q_{1}} jest prawdziwe,
- dla wszystkich {\displaystyle k\in \mathbb {N} ,} jeśli {\displaystyle q_{1},q_{2},\dots ,q_{k}} są prawdziwe, to {\displaystyle q_{k+1}} jest prawdziwe,

otrzymuje się prawdziwość {\displaystyle q_{n}} dla wszystkich {\displaystyle n\in \mathbb {N} }.
Dzięki niemu zasada indukcji matematycznej może zyskać nową, czasem bardziej użyteczną postać, tzw. indukcji zupełnej.
Zasada indukcji matematycznej
Niech {\displaystyle q_{n}} będzie stwierdzeniem zawierającym liczbę naturalną {\displaystyle n}. Można dowieść stwierdzenia
dla każdego {\displaystyle n\in \mathbb {N} } jest {\displaystyle q_{n},}
zapewniając, że
- {\displaystyle q_{1}} jest prawdziwe,
- dla wszystkich {\displaystyle k\in \mathbb {N} ,} jeśli {\displaystyle q_{1},q_{2},\dots ,q_{k}} są prawdziwe, to {\displaystyle q_{k+1}} jest prawdziwe.

## Inne warianty
Indukcja z dowolną bazą
Stwierdzenie „{\displaystyle 2^{n}\geqslant n^{2}}” nie jest prawdziwe dla wszystkich liczb naturalnych {\displaystyle n,} zachodzi jednak dla wszystkich liczb naturalnych {\displaystyle n\geqslant 4.} Do dowiedzenia tego i podobnych mu stwierdzeń również można wykorzystać zasadę indukcji matematycznej. Niech {\displaystyle a} będzie ustaloną liczbą całkowitą (dodatnią, ujemną, zerem) i niech {\displaystyle p_{n}} będzie stwierdzeniem dotyczącym liczby całkowitej {\displaystyle n\geqslant a.} Udowodnienie prawdziwości {\displaystyle p_{n}} dla {\displaystyle n\geqslant a} polega na wykazaniu, że
- {\displaystyle p_{a}} jest prawdziwe,
- dla wszystkich {\displaystyle k\geqslant a,} jeśli {\displaystyle p_{k}} jest prawdziwe, to {\displaystyle p_{k+1}} jest prawdziwe.

Istnieje również podobna modyfikacja zasady indukcji zupełnej.
Indukcja wsteczna

Niech {\displaystyle r_{n}} oznacza pewne stwierdzenie dotyczące liczby naturalnej {\displaystyle n}. Jeżeli
- istnieje ściśle rosnący ciąg liczb naturalnych {\displaystyle \{n_{k}\},} dla którego {\displaystyle r_{n_{k}}} jest prawdziwe dla wszystkich {\displaystyle k\in \mathbb {N} ,}
- dla wszystkich {\displaystyle m\in \mathbb {N} ,} jeśli {\displaystyle r_{m+1}} jest prawdziwe, to {\displaystyle r_{m}} jest prawdziwe,

to {\displaystyle r_{n}} jest prawdziwe dla wszystkich {\displaystyle n\in \mathbb {N} .}

## Aksjomat czy twierdzenie?
W wielu źródłach można zamiast „aksjomatu indukcji” spotkać nazwę „twierdzenie o indukcji”; odpowiedź na pytanie tytułowe zależy od kontekstu, w którym jest ono stawiane.
W zastosowaniach matematyki, matematyce elementarnej, czy matematyce dyskretnej dominuje tendencja do mówienia o „twierdzeniu o indukcji matematycznej”, również dlatego, by uniknąć przesadnej formalizacji. Wprowadzając indukcję matematyczną podaje się często dowód twierdzenia o indukcji korzystając z dość intuicyjnej zasady dobrego uporządkowania liczb naturalnych, tzn. założenia, że każdy niepusty zbiór liczb naturalnych zawiera element najmniejszy.
Natomiast w logice, szczególnie gdy liczby naturalne wprowadzane są za pomocą aksjomatów Peana, indukcja traktowana jest jako aksjomat. Z powodu kwantyfikowania po zbiorach w gruncie rzeczy jest to aksjomat logiki drugiego rzędu; w przypadku, gdy rozwijana teoria jest formalizowana w logice pierwszego rzędu, słowo „aksjomat” w wyrażeniu „aksjomat indukcji” należy rozumieć w istocie jako schemat aksjomatu: nieskończoną listę aksjomatów, osobnych dla każdej formuły.

## Definiowanie
Ważną konsekwencją zasady indukcji matematycznej jest następujące twierdzenie uzasadniające poprawność definiowania rekurencyjnego:
Niech {\displaystyle U} będzie zbiorem wszystkich ciągów skończonych o wyrazach z niepustego zbioru {\displaystyle X,} a {\displaystyle \mathbb {N} _{<n}=\{m\in \mathbb {N} \colon m<n\}} oznacza zbiór liczb naturalnych mniejszych od wybranej liczby {\displaystyle n\in \mathbb {N} .} Dla danej funkcji {\displaystyle f\colon U\to X} istnieje jedna i tylko jedna funkcja {\displaystyle g\colon \mathbb {N} \to X,} która dla każdej liczby naturalnej {\displaystyle k\in \mathbb {N} } spełnia
{\displaystyle g(k)=f\left(g\upharpoonright _{\mathbb {N} _{<k}}\right),}
gdzie {\displaystyle \upharpoonright } oznacza zawężenie funkcji.